# Senior Year
Senior Year (titulada: Vuelta al insti en España y El año de mi graduación en Hispanoamérica) es una película estadounidense de comedia de 2022 dirigida por Alex Hardcastle a partir de un guion de Andrew Knauer, Arthur Pielli y Brandon Scott Jones. Es producida por Rebel Wilson, Todd Garner y Chris Bender. Está protagonizada por Rebel Wilson, Sam Richardson, Zoë Chao, Mary Holland, Justin Hartley, Chris Parnell, Michael Cimino y Jeremy Ray Taylor.
La trama sigue la historia de Stephanie Conway, una animadora de escuela secundaria que entró en coma antes de su baile de graduación. 20 años después, se ha despertado y quiere regresar a su escuela secundaria para recuperar su estatus, convertirse en reina del baile y obtener su diploma.
La película se estrenó el 13 de mayo de 2022 por Netflix.

## Argumento
En 1999, después de una desastrosa fiesta de cumpleaños en el lugar "cool" local, Rock N' Bowl, con sus amigos Seth y Martha, la inmigrante australiana Stephanie Conway decide que quiere ser una de las "populares". Pasa los siguientes años dándose un cambio de imagen, convirtiéndose en capitana del equipo de porristas, saliendo con el chico popular Blaine y convirtiéndose en una de las chicas más populares en su último año.
En 2002, Stephanie planea ganar el título de reina del baile con la esperanza de ser como Deanna Russo, una exalumna de su escuela secundaria que se casó después de graduarse y ahora vive en una lujosa mansión. Vive con su padre viudo y todavía es amiga de Martha y Seth, quien en secreto está enamorado de ella. Stephanie tiene desacuerdos regulares sobre los preparativos del baile con Tiffany, la exnovia de Blaine, quien se siente amenazada por la posibilidad de que Stephanie gane el título de reina del baile. En una actuación de porristas, Tiffany convence a sus amigos de sabotear el aterrizaje de Stephanie, hiriéndola gravemente y poniéndola en coma.
Veinte años después, en 2022, Stephanie despierta del coma. Su padre y Martha, ahora directora y entrenadora de porristas en Harding High, la llevan a casa. En el camino, pasando por la antigua casa de Deanna Russo, Stephanie ve que Tiffany y Blaine, ahora casados, residen allí. Con el apoyo reacio de su padre y Martha, Stephanie regresa a la escuela secundaria para terminar su último año, donde se entera de que Seth ahora es el bibliotecario y que los puestos de rey y reina del baile han sido abolidos debido a las quejas de los estudiantes. Además, la hija de Tiffany y Blaine, Brie, es la chica más popular de la escuela y tiene muchos seguidores en las redes sociales. Las porristas ya no son los estudiantes populares y se ven obligadas a realizar rutinas suaves y desinfectadas sin baile.
Stephanie trabaja para recuperar su antigua popularidad a través de las redes sociales, y finalmente lo logra después de que una atrevida rutina de porristas que coreografía sin el permiso de Martha se vuelve viral en un mitin. Al día siguiente, se enfrenta a Martha, quien le dice que ella y Seth se sintieron abandonados cuando Stephanie se hizo popular en la escuela secundaria. Stephanie decide asistir a una presentación de Deep Impact con Seth, y se acercan más después de incitar a Tiffany a que la echen del teatro por ser disruptiva. Luego, toman unas copas en el Rock N 'Bowl y Stephanie confiesa que desea tanto ser elegida reina del baile porque quiere enorgullecer a su difunta madre.
Tiffany usa la influencia de Bri en la escuela para restablecer el concurso de rey y reina del baile e invita a todos en la escuela, excepto a Stephanie, a una fiesta posterior al baile en su casa. Stephanie decide organizar su propia fiesta posterior en la casa del lago de Martha sin su conocimiento. Seth acepta ir al baile de graduación con Stephanie, pero se siente herido cuando ve a Blaine intentar besarla, sin saber que Blaine estaba borracho y trató de forzarla. El novio de Brie, Lance, se convierte en el rey del baile, y aunque Tiffany manipula la votación para que Brie gane, esta se retira para que Stephanie sea la reina del baile. Mientras Stephanie y Lance comparten el baile del rey y la reina del baile de graduación, la escuela se une a ella. Brie les dice a todos que asistan a la fiesta posterior de Stephanie, que tiene éxito hasta que Tiffany hace que la policía la apague. Martha se enoja con Stephanie por usar su casa del lago sin preguntar.
De camino a casa después de la fiesta, Stephanie se da cuenta de que la conductora de Lyft es Deanna Russo. Deanna revela que su esposo se divorció de ella después de decidir dejarla por otra mujer. Como no tenía un título universitario, nunca pudo construir una vida por sí misma y ahora tiene varios trabajos de medio tiempo mientras lucha para pagar la universidad comunitaria. Deanna insta a Stephanie a no repetir sus errores. Brie llega a casa, furiosa porque Tiffany llamó a la policía por la fiesta de Stephanie, y señala que Tiffany ni siquiera preguntó si estaba bien o si había sido arrestada. Brie señala que tanto su padre como su madre se sienten miserables juntos y la obliga a disculparse con Stephanie. Stephanie acepta la disculpa de Tiffany y la anima a concentrarse más en su hija en lugar de mantener las apariencias.
Stephanie derriba su tablero de popularidad y contempla saltarse la ceremonia de graduación, pero su padre la convence de asistir. Transmitiendo una disculpa a sus seguidores y amigos, promete ser ella misma a partir de ahora. En la graduación, sus amigos y familiares organizan en secreto la rutina de porristas del último año de Stephanie. Se reconcilia con Martha, finalmente besa a Seth y le da la bienvenida a Tiffany para que se una a ellos en el escenario mientras finalmente logra lograr el movimiento que nunca pudo hacer veinte años antes.

## Reparto
- Rebel Wilson como Stephanie Conway
  - Angourie Rice como Stephanie Conway (adolescente)
- Sam Richardson como Seth Novacelik
  - Zaire Adams como Seth Novacelik (adolescente)
- Zoë Chao como Tiffany Blanchette
  - Ana Yi Puig como Tiffany Blanchette (adolescente)
- Mary Holland como Martha Reiser
  - Molly Brown como Martha Reiser (adolescente)
- Justin Hartley como Blaine Balbo
  - Tyler Barnhardt como Blaine Balbo (adolescente)
- Chris Parnell como Jim Conway
- Michael Cimino como Lance Harrison
- Jeremy Ray Taylor como Neil Chudd
- Brandon Scott Jones como el señor T.
- Alicia Silverstone como Deanna Russo
- Jade Bender como Britney Jean «Brie» Balbo
- Joshua Colley como Yaz
- Avantika Vandanapu como Janet Sing
- Lucy Taylor como Lydia Conway
- Merrick McCartha como Directora Young
- Steve Aoki como él mismo

## Producción
En junio de 2021, Alicia Silverstone se unió al elenco. En julio de 2021, Jade Bender, Michael Cimino, Jeremy Ray Taylor, Avantika Vandanapu, Joshua Colley, la debutante Ana Yi Puig, Molly Brown, Zaire Adams y Tyler Barnhardt se unieron al reparto.
La fotografía principal comenzó en Atlanta el 24 de mayo de 2021, durante la Pandemia de COVID-19. En julio de 2021 finalizó el rodaje.

## Estreno
La película se estrenó el 13 de mayo de 2022 por Netflix.